# Mastorochoria
Mastorochoria (in greco Μαστοροχώρια?) è un ex comune della Grecia nella periferia dell'Epiro (unità periferica di Giannina) con 2 072 abitanti secondo i dati del censimento 2001.
È stato soppresso a seguito della riforma amministrativa, detta Programma Callicrate, in vigore dal gennaio 2011 ed è ora compreso nel comune di Konitsa.

## Località
Il comune è suddiviso nelle seguenti comunità (i nomi dei villaggi tra parentesi):
- Pyrsogianni
- Asimochori
- Vourmpiani
- Gorgopotamos
- Drosopigi
- Kastania
- Kefalochori
- Lagkada
- Oxya (Oxya, Theotokos)
- Plagia
- Plikati
- Chionades